# Racata grata
Racata grata är en spindelart som beskrevs av Alfred Frank Millidge 1995. Racata grata ingår i släktet Racata och familjen täckvävarspindlar. Inga underarter finns listade i Catalogue of Life.